# Myrmia micrura
Myrmia micrura е вид птица от семейство Колиброви (Trochilidae), единствен представител на род Myrmia.

## Разпространение
Видът е разпространен в Еквадор и Перу.